# Ferrari 360 GTC
Ferrari 360 GTC – wyścigowy supersamochód produkowany przez firmę Ferrari w latach 2003–2004. Nie ma homologacji. Oparty jest na Ferrari 360 GT. Dostępny jako 2–drzwiowe coupé. Do napędu użyto jednostki V8 3,6 l (3586 cm³) DOHC 40v/5 zawory na cylinder, generującą moc maksymalną 445 KM przy 8750 obr./min. Maksymalny moment obrotowy wynosi 410 Nm przy 6500 obr./min. Moc przenoszona była na tylną oś poprzez 6-biegową sekwencyjną skrzynię biegów. Prędkość maksymalna jest dokładnie nieznana, zaś przyspieszenie 0–100 km/h 2,2 s. Samochód został zastąpiony przez model Ferrari FXX.

## Dane techniczne

### Silnik
- V8 3,6 l (3586 cm³), 5 zaworów na cylinder, wolnossący
- Układ zasilania: wtrysk
- Średnica cylindra × skok tłoka: 85 mm × 79 mm
- Stopień sprężania: b/d
- Moc maksymalna: 445 KM (332 kW) przy 8750 obr./min
- Maksymalny moment obrotowy: 410 N•m przy 6500 obr./min

### Osiągi
- Przyspieszenie 0-100 km/h: 2,2 s
- Przyspieszenie 0-160 km/h: b/d
- Prędkość maksymalna: b/d
- Stosunek mocy do masy: 0,4 KM/kg

## Galeria obrazów

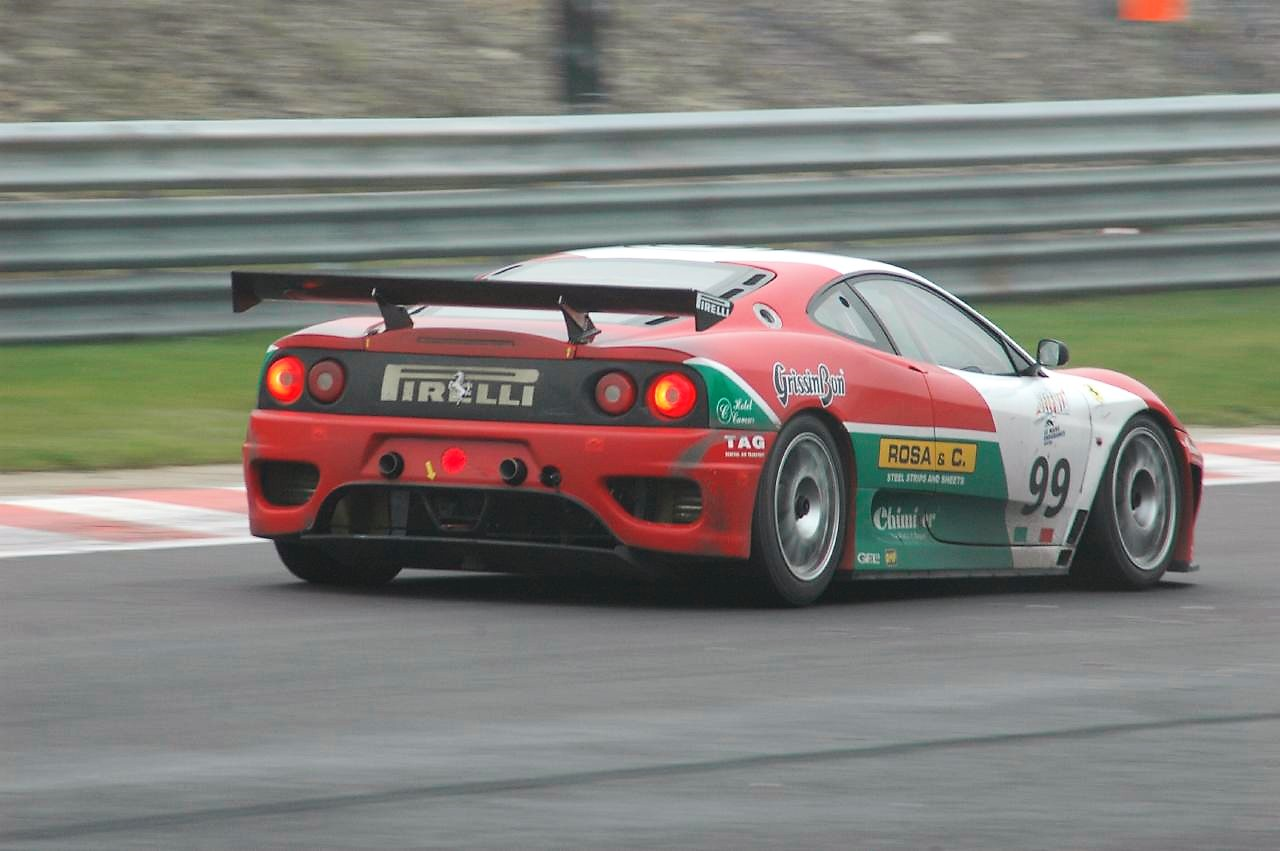
Tył pojazdu